# Agustín Gajate
Agustín Gajate Vidriales (San Sebastian, 23 de março de 1958) é um ex-futebolista profissional espanhol que atuava como defensor.

## Carreira
Agustín Gajate se profissionalizou atuou apenas na equipe da Real Sociedad. Fazendo parte da época de gloria que conquistou duas ligas espanholas em 1981 e 1982 

## Seleção
Gajate integrou a Seleção Espanhola de Futebol nos Jogos Olímpicos de 1980, em Moscou.

## Títulos
Real Sociedad
- La Liga: 1980–81, 1981–82
- Copa del Rey: 1986–87
- Supercopa de España: 1982